# Art als Jocs Olímpics d'Estiu de 1932
Als Jocs Olímpics d'Estiu de 1932 celebrats a la ciutat de Los Angeles (Estats Units) es disputaren cinc competicions d'art. Es van concedir medalles en cinc categories (arquitectura, literatura, música, pintura i escultura) per a obres inspirades en l'esport olímpic.
Les competicions d'art formaren part del programa olímpic entre 1912 i 1948, moment en el qual es van suspendre per problemes sobre la seva professionalitat. A partir de 1952, a l'entorn dels Jocs Olímpics, s'associà un entorn no competitiu de festival cultural i artístic.

## Resum de medalles

### Arquitectura
| Prova                    | Or                                                                     | Argent                                                   | Bronze                                           |
| Disseny arquitectònic    | Gustave Saacke · Pierre Montenot · Pierre Bailly · "Cirque pour Toros" | John Russell Pope · "Payne Whitney Gymnasium", New Haven | Richard Konwiarz · "Schlesierkampfbahn", Breslau |
| Planificació urbanística | John Hughes · Sports and Recreation Center with Stadium, Liverpool     | Jens Hovmoller Klemmensen · Stadium and Public Park      | André Verbeke · "Marathon Park"                  |

### Literatura
| Prova      | Or                              | Argent                           | Bronze        |
| Literatura | Paul Bauer · "Am Kangehenzonga" | Josef Petersen · "The Argonauts" | No es concedí |

### Música
| Prova  | Or            | Argent                                        | Bronze        |
| Música | No es concedí | Josef Suk · "Into a New Life" symphonic march | No es concedí |

### Pintura
| Prova        | Or                                       | Argent                      | Bronze                          |
| Pintura      | David Wallin · "At the Seaside of Arild" | Ruth Miller · "Struggle"    | No es concedí                   |
| Dibuixos     | Lee Blair · "Rodeo"                      | Percy Crosby · "Jackknife"  | Gerhard Westermann · "Horseman" |
| Obra gràfica | Joseph Golinkin · "Leg Scissors"         | Janina Konarska · "Stadium" | Joachim Karsch · "Stabwechsel"  |

### Escultura
| Prova              | Or                                     | Argent                                   | Bronze                                      |
| Estàtues           | Mahonri Young · "The Knockdown"        | Miltiádész Manno · "Wrestling"           | Jakub Obrovský · "Odysseus"                 |
| Relleus i medalles | Józef Klukowski · "Sport Sculpture II" | Frederick MacMonnies · "Lingbergh Medal" | R. Tait McKenzie · "Shield of the Athletes" |

## Medaller
En el seu moment es concediren medalles als artistes que participaren en la competició i resultaren vencedors, sent però no reconegudes actualment pel Comitè Olímpic Internacional.
| Posició | País           | Or | Argent | Bronze | Total |
| 1       | Estats Units   | 3  | 4      | 0      | 7     |
| 2       | Polònia        | 1  | 1      | 0      | 2     |
| 3       | Alemanya       | 1  | 0      | 2      | 3     |
| 4       | França         | 1  | 0      | 0      | 1     |
| 4       | Regne Unit     | 1  | 0      | 0      | 1     |
| 4       | Suècia         | 1  | 0      | 0      | 1     |
| 7       | Dinamarca      | 0  | 2      | 0      | 2     |
| 8       | Txecoslovàquia | 0  | 1      | 1      | 2     |
| 9       | Hongria        | 0  | 1      | 0      | 1     |
| 10      | Bèlgica        | 0  | 0      | 1      | 1     |
| 10      | Canadà         | 0  | 0      | 1      | 1     |
| 10      | Països Baixos  | 0  | 0      | 1      | 1     |